# Montale Rangone
Montale Rangone är en ort (frazione) sju kilometer söder om staden Modena, Emilia-Romagna i norra Italien. Montale Rangone är en kommundel (frazione) i Castelnuovo Rangone. Staden är mest känd som födelseort och hem åt tenoren Luciano Pavarotti.
Montale Rangone ligger fem kilometer från samhället Maranello där Ferrari har sitt huvudkontor och produktionscenter. Flera kända profiler hos Scuderia Ferrari har genom åren bott i Montale, däribland Michael Schumacher
Folkmängden i Montale Rangone uppgår till cirka 4 000.